# لو جونز
لو جونز (بالإنجليزية: Lou Jones)‏ هو عداء سريع أمريكي، ولد في 15 يناير 1932 في نيو روتشيل في الولايات المتحدة، وتوفي في 3 فبراير 2006 في نيويورك في الولايات المتحدة.

## وصلات خارجية
- لو جونز على موقع الاتحاد الدولي لألعاب القوى (الإنجليزية)
- لو جونز على موقع أوليمبيديا (الإنجليزية)